# Britney Jones
Britney Cimone Jones (ur. 1 września 1987) – amerykańska koszykarka grająca na pozycjach rozgrywającej lub rzucającej, obecnie zawodniczka Hapoelu Petach Tikwa.
26 czerwca 2019 dołączyła do Ślęzy Wrocław. 4 grudnia opuściła klub.
12 stycznia 2020 została zawodniczką izraelskiego Hapoelu Petach Tikwa.

## Osiągnięcia
Stan na 12 stycznia 2020, na podstawie, o ile nie zaznaczono inaczej.

### NCAA
- Wicemistrzyni sezonu regularnego konferencji USA (2007)
- Najlepsza rezerwowa konferencji USA (2007)
- Zaliczona do:
  - I składu najlepszych pierwszorocznych zawodniczek C-USA (2006)
  - II składu konferencji USA (2009)

### Drużynowe
- Mistrzyni:
  - Rumunii (2014)
  - Belgii (2018)
  - Salwadoru (2019)

### Indywidualne
(* – nagrody przyznane przez portale eurobasket.com, latinbasket.com)
- Defensywna zawodniczka roku ligi belgijskiej (2019)*
- Najlepsza zawodniczka występująca na pozycji obronnej ligi rumuńskiej (2015)*
- Zaliczona do*:
  - I składu:
    - ligi:
      - rumuńskiej (2015)
      - belgijskiej (2019)
      - salwadorskiej (2019)

    - zawodniczek zagranicznych ligi:
      - rumuńskiej (2015)
      - rosyjskiej (2016)

  - II składu ligi:
    - islandzkiej (2012)
    - rosyjskiej PBL (2016)

  - składu honorable mention ligi:
    - islandzkiej (2013)
    - rumuńskiej (2014)
- Uczestniczka meczu gwiazd ligi rumuńskiej (2015)
- Liderka strzelczyń ligi:
  - rumuńskiej (2015)
  - islandzkiej (2012)